# Teoria pochodzenia prawnego
Teoria pochodzenia prawnego stanowi, iż istnieją dwie główne tradycje: prawo cywilne i prawo zwyczajowe, które w decydujący sposób kształtują stanowienie prawa i rozstrzyganie sporów oraz że nie zostały one zreformowane po wstępnym przeszczepieniu egzogennym przez Europejczyków. W związku z tym wpływają one dotychczas na wyniki gospodarcze. Według dowodów przedstawionych przez pierwszych zwolenników takiej teorii, kraje które otrzymały prawo cywilne, miałyby dziś mniej bezpieczne prawa inwestorów, surowsze regulacje i bardziej nieefektywne rządy i sądy niż te, które odziedziczyły prawo zwyczajowe. Różnice te odzwierciedlałyby zarówno silniejszy historyczny nacisk na wspólne prawo dotyczące prywatnego zamawiania, jak i większą zdolność dostosowywania prawa ustanowionego przez sędziego. Ostatnie doniesienia skrytykowały jednak ideę, że przeszczepione instytucje prawne pozostały nienaruszone oraz udokumentowały, że rzeczywiście ewoluują one pod wpływem tego, w jaki sposób każdy kraj rozwiązuje kompromis między niepewnością prawa ustanowionego przez sędziego a stronniczością, która może zostać wprowadzona do prawa cywilnego przez nieefektywne instytucje polityczne. Co najważniejsze, te ostatnie badania pokazują, że biorąc pod uwagę zarówno endogeniczność tradycji prawnych, jak i gospodarkę oraz ewolucję systemów prawnych w czasie, prawo cywilne może często zdominować prawo zwyczajowe.

## Przeszczep kolonialny i główne różnice strukturalne
Podczas gdy angielskie prawo zwyczajowe powstało w XIII-wiecznej Anglii, a następnie zostało przeszczepione przez kolonizację i okupację do byłych kolonii Anglii (Stany Zjednoczone, Kanada, Australia i kilka krajów w Ameryce Środkowej, Afryce i Azji), skandynawskie prawo powszechne zostało opracowane w Danii i Szwecji, a niemieckie prawo zwyczajowe powstało w Niemczech i Szwajcarii. Te cztery ostatnie kraje następnie wyeksportowały swój model prawa zwyczajowego do odpowiednich kolonii lub do tych jurysdykcji (Chiny, Grecja, Japonia, Rumunia, Korea Południowa, Tajwan, Tajlandia i Turcja
), które nigdy nie zostały skolonizowane, ale pożyczyły swój pierwotny porządek prawny od systemów europejskich, uważanych za najbardziej zaawansowane w tamtym czasie. Prawo cywilne
ma swoje korzenie w prawie rzymskim, zostało najpierw włączone przez kodeks napoleoński, a następnie zarówno przez austriacki, jak i rosyjski kodeks cywilny, a następnie zostało, głównie poprzez kolonizację i okupację włączone do kontynentalnej Europy, Bliskiego Wschodu, Ameryki Łacińskiej, Afryki i Indochin. Bułgaria, Etiopia
, Iran i Kazachstan zamiast tego celowo pożyczyły swój pierwotny porządek prawny z Francji, Rosji lub Anglii.
Strukturalnie obie tradycje prawne stanowią dobrze zdefiniowany pakiet instytucji ustawodawczych i orzekających i działają na zupełnie inne sposoby. Podczas gdy prawo zwyczajowe powierza kluczową rolę precedensom wybranym przez sędziów odwoławczych i pozwala na większą swobodę proceduralną niższym sądom orzekającym, prawo cywilne opiera się na kodeksach prawnych opracowanych przez przedstawicieli politycznych i jasnych regułach orzekania.

## Teoretyczne uzasadnienie domniemanego prymatu prawa zwyczajowego
Dwa są uzasadnienia naukowców „prawnego pochodzenia”, przemawiające za rzekomą wyższością prawa zwyczajowego. Po pierwsze, wydarzenia historyczne w Anglii i we Francji wbudowały w prawo zwyczajowe większy nacisk na niezależność sądownictwa, prywatnego orderingu i kapitału ludzkiego. Po drugie, prawo wydane przez sędziego sprawiłoby, że prawo zwyczajowe byłoby bardziej przystosowane do zaspokajania potrzeb gospodarki.

## Nacisk historyczny na prawo zwyczajowe dotyczące zamówień prywatnych
Edward Glaeser i Andrei Shleifer twierdzą, że opracowanie systemu orzekania przez ławy przysięgłych w Anglii i orzekanie przez sędziów zawodowych we Francji były świadomymi wyborami odzwierciedlającymi odmienną siłę polityczną angielskich i francuskich baronów w XII wieku.
Próba Napoleona, by przekształcić przez swoje kodeksy sądownictwo w biurokratów kontrolowanych przez państwo i powodzenie chwalebnej rewolucji angielskiej po 1688 r. w ustanowieniu niezależności, powinno wzmocnić te różnice, wpajając jednocześnie do prawa zwyczajowego większy nacisk na niezawisłość sądowniczą i prywatną. Ta rozbieżność oznaczałaby, że prawo zwyczajowe zawsze będzie wzmacniało rynki, a prawo cywilne zawsze będzie ograniczać rynki lub zastępować je poleceniem państwowym. Ta analiza średniowiecznej historii Europy została jednak skrytykowana przez Daniela Klermana i Paula Mahoneya, którzy stwierdzili, że system orzekania przez ławy przysięgłych był początkowo faworyzowany w Anglii z powodu niskiego poziomu umiejętności czytania i pisania, a później egzekwowany w celu umieszczenia władzy sądowniczej w rękach korony. Co więcej, w średniowieczu zarówno francuscy, jak i angielscy sędziowie mieli de facto moc ustanawiania prawa poprzez precedens, ale sędziowie francuscy cieszyli się większą niezależnością, będąc ich urzędem będącym własnością dziedziczną. Stąd jedyna trwała rozbieżność między porządkami prawnymi w Anglii i we Francji wynikała z różnych losów sądownictwa w następstwie odpowiednich rewolucji.

## Adaptacyjność prawa ustanowionego przez sędziego
Kluczową instytucją różnicującą dwie tradycje prawne jest instytucja prawotwórcza, która określa tożsamość prawodawcy. Jak wspomniano powyżej, prawo zwyczajowe opiera się na orzecznictwie, tj. konwencji, zgodnie z którą precedensy ustanowione przez sądy apelacyjne kierują późniejszym orzeczeniem sądów o takim samym lub niższym statusie i mogą być zmieniane przez sędziów odwoławczych jedynie przy kosztownych wysiłkach uzasadniających. Prawo cywilne jest natomiast oparte na prawie ustawowym, tj. akcie prawnym przedstawianym przez przedstawicieli politycznych. Zaletami prawa zwyczajowego w porównaniu z prawem ustawowym są: (1) w związku z tym, że odwołanie się jest kosztowne, precedensy obejmują zwykle zarówno decyzję decydującego sędziego apelacyjnego, jak i opinię poprzednich sędziów apelacyjnych w taki sposób, że prawo zwyczajowe optymalnie uwzględnia różne opinie wszystkich sędziów odwoławczych, podczas gdy prawo ustawowe może być trwale zniekształcone przez specjalne interesy; (2) sędziowie apelacyjni mogą skutecznie wprowadzać nowe informacje do prawa, rozróżniając precedens; (3) ponieważ nieefektywne przepisy są często apelowane, powinny być częściej oceniane przez sędziów odwoławczych niż przez polityków.

## Endogeniczne pochodzenie prawne – teoria, dowody i konsekwencje polityczne
Najnowsze doniesienia skrytykowały jednak idee, że przeszczepione tradycje prawne pozostały nienaruszone i można je mierzyć za pomocą prawnych źródeł pochodzenia. Zainspirowany tymi badaniami, Carmine Guerriero dokumentuje, że w przekroju 155 przypadków krajów, które otrzymały swoją tradycję prawną na zewnątrz, 25 zreformowało pierwotną instytucję ustawodawczą, a 95 zreformowało przynajmniej jedną spośród przeszczepionych instytucji ustawodawczych i orzekających. W szczególności w krajach, które odziedziczyły prawo statutowe, reformy w kierunku orzecznictwa były najprawdopodobniej największą preferencją, w szczególności zarówno etniczną, jak i genetyczną. Analogicznie w krajach, w których przeniesiono prawo zwyczajowe zastosowano reformy w kierunku tradycji czysto cywilnoprawnej, stanowiącej mieszankę prawa ustawowego i jasnych zasad orzekania.
Dowody te są zgodne z ideą, że odchylenia stronnicze od sędziów apelacyjnych czynią prawo zwyczajowe bezstronnym, ale zmiennym, a zatem bardziej skutecznym niż pewne prawo cywilne, tylko wtedy, gdy to ostatnie jest wystarczająco zniekształcone przez działalność lobbingową o szczególnych interesach, tj. gdy preferencje są wystarczająco niejednorodne i / lub proces polityczny wystarczająco nieefektywny. Wyniki te rzucają szereg wątpliwości co do domniemanego prymatu prawa zwyczajowego i sugerują, że prawo porównawcze i ekonomia powinny nie tylko uwzględniać ewolucyjny charakter tradycji prawnych i ich endogeniczność dla różnorodności preferencji i jakości instytucji politycznych, ale także charakter wykonanie odsetek.